# Châtillon-Guyotte
Châtillon-Guyotte är en kommun i departementet Doubs i regionen Bourgogne-Franche-Comté i östra Frankrike. Kommunen ligger i kantonen Roulans som tillhör arrondissementet Besançon. År 2022 hade Châtillon-Guyotte 141 invånare.

## Befolkningsutveckling
Antalet invånare i kommunen Châtillon-Guyotte
Referens:INSEE